# Jastrowiec

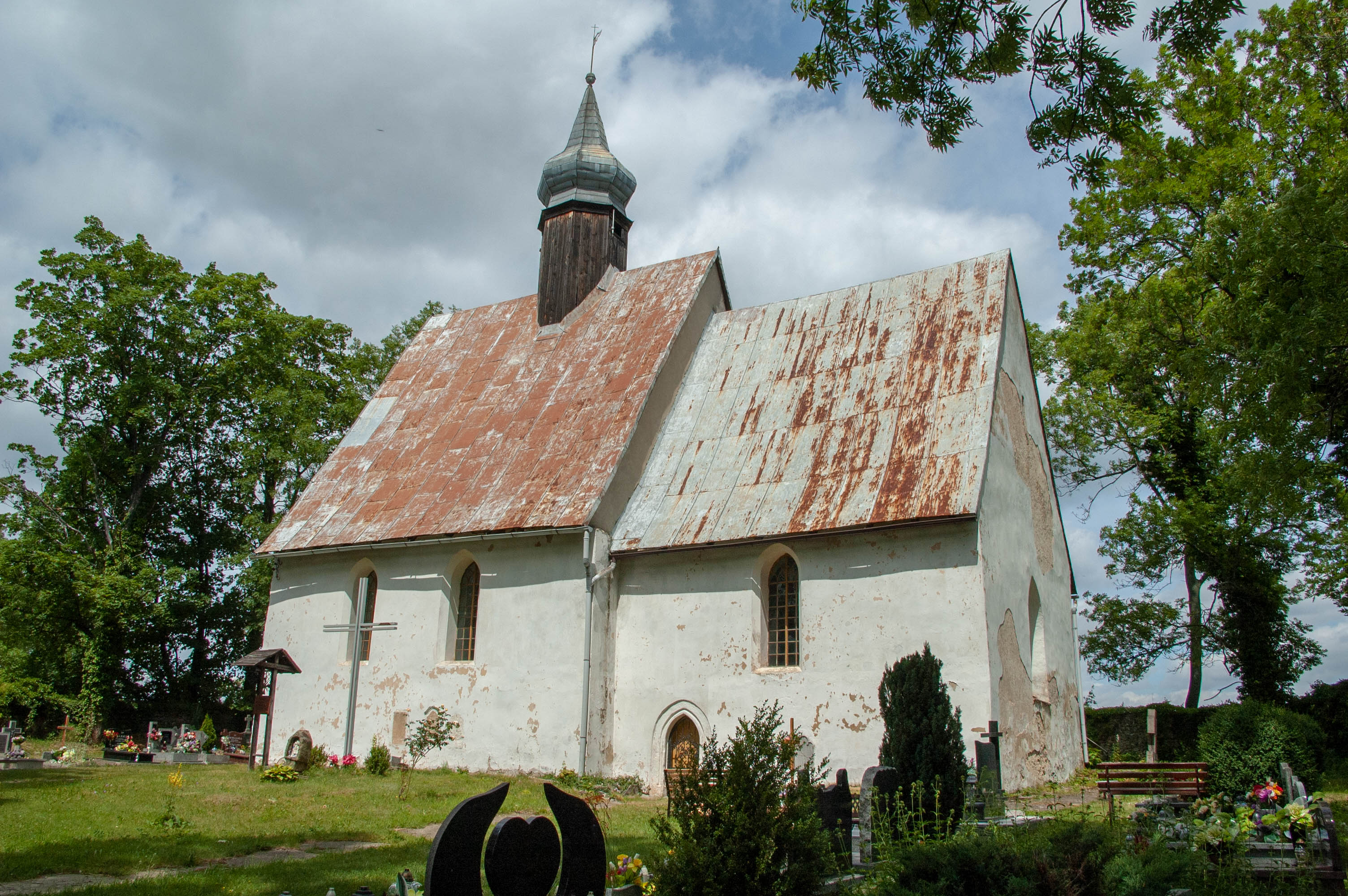
Kirche Mariä-Empfängnis

Jastrowiec (deutsch Oberlauterbach, vorher auch Lauterbach) ist ein Ort in der Stadt und Landgemeinde Bolków (Bolkenhain) im Powiat Jaworski der Woiwodschaft Niederschlesien in Polen.

## Lage
Jastrowiec liegt ca. drei Kilometer nordwestlich von Bolków (Bolkenhain).

## Geschichte
„Lutirbach“ wurde erstmals 1371 erwähnt. Es gehörte zum Herzogtum Schweidnitz, das nach dem Tod des Herzogs Bolko II. 1368 erbrechtlich an Böhmen fiel, wobei Bolkos Witwe Agnes von Habsburg bis zu ihrem Tod 1392 die Nutznießung zustand.
Nach dem Ersten Schlesischen Krieg fiel Lauterbach 1742 mit dem größten Teil Schlesiens an Preußen. Nachfolgend wurde es in den Kreis Bolkenhain eingegliedert.
1845 bestand Lauterbach, das damals der Theresia Gräfin von Hoyos-Sprintzenstein geb. von Schlabrendorf gehörte, aus 78 Häusern, 526 Einwohnern (56 katholisch und der Rest evangelisch), evangelische Kirche teilweise zu Langenhelwigsdorf und Mittel-Leipe, eine evangelische Schule, eine katholische Majoratskirche, ein herrschaftliches Schloss, zwei Vorwerke, zwei Wassermühlen, drei Kalkbrennereien, 16 Handwerker, zwei Wirtshäuser und drei Händler. Zur 1742 gegründeten evangelische Schule von Lauterbach waren eingeschult: Blaue Bruch und Kalkhäuser. Die damals unter dem Patronat des Dominiums stehende katholische Majoratskiche von Lauterbach besaß das Widum mit Wald und war mit der Pfarrkirche von Mittel-Leipe verbunden.
Im Rahmen einer preußischen Kreisreform wurde der Landkreis Bolkenhain 1932 aufgelöst und Oberlauterbach 1932 dem Landkreis Landeshut und 1933 dem Landkreis Jauer zugewiesen.
Als Folge des Zweiten Weltkriegs fiel Oberlauterbach 1945 mit fast ganz Schlesien an Polen und wurde in Jastrowiec umbenannt. Die deutsche Bevölkerung wurde, soweit sie nicht schon vorher geflohen war, 1945/46 vertrieben. 1975–1998 gehörte Jastrowiec zur Woiwodschaft Jelenia Góra.

## Sehenswürdigkeiten
- Römisch-katholische Kirche Mariä Empfängnis, vorher Pfarrkirche St. Nikolai und Barbara,[2] aus dem 14. bis 18. Jahrhundert, umgeben von einem alten Friedhof mit Umfassungsmauer[3][4]
- Schloss Lauterbach aus dem 18. bis 20. Jahrhundert, umgeben von einem Landschaftspark[5]
- Vorwerk aus der zweiten Hälfte des 19. Jahrhunderts mit Nebengebäuden.